# Railway Gazette International
Railway Gazette International (Международная железнодорожная газета) — ведущий поставщик деловой информации для мировой железнодорожной индустрии.
Кроме выходящего ежемесячно журнала Railway Gazette International, в семейство Railway Gazette, в частности, входят:
- Railway Directory
- Metro Report — Обзор Метро обзор состояния развития пригородных железнодорожных систем, метрополитенов, трамвайных линий по всему миру.

## Railway Directory
Справочник Railway Directory, публикуемый ежегодно с 1895 года, содержит информацию о каждой из железных дорог по всему миру, крупных и небольших, пассажирских и грузовых, пригородных и городских, карты железных дорог и метрополитенов, статистику — эксплуатационная длина, электрификация, объёмы перевозок, подвижной состав, исчерпывающий список более 14 000 высших руководителей отрасли, информацию о более 1 800 производителях и поставщиках оборудования для железных дорог.